# Taxi (singel)
Taxi (zapis stylizowany: TAXI) – czwarty singel polskiego rapera Kizo z jego ósmego albumu studyjnego, zatytułowanego Patocelebryta, powstały przy gościnnym udziale polskiej piosenkarki Bletki. Singel został wydany 22 marca 2023.
Kompozycja znalazła się na 27. miejscu listy OLiA, najczęściej odtwarzanych utworów w polskich rozgłośniach radiowych. Nagranie otrzymało w Polsce status potrójnie diamentowego singla, przekraczając liczbę 750 tysięcy sprzedanych kopii.

## Geneza utworu i historia wydania
Utwór napisali i skomponowali Patryk Woziński, Aleksandra Bletek, Bartłomiej Skoraczewski, Edgar Antoniewicz i Adam Kamiński.
Singel ukazał się w formacie digital download 22 marca 2023 w Polsce za pośrednictwem wytwórni płytowej Spacerange w dystrybucji Universal Music Polska. Piosenka została umieszczona na ósmym albumie studyjnym Kizo – Patocelebryta.

## „Taxi” w stacjach radiowych
Nagranie było notowane na 27. miejscu w zestawieniu OLiA, najczęściej odtwarzanych utworów w polskich rozgłośniach radiowych.

## Teledysk
Do utworu powstał teledysk zrealizowany przez Hype Vision, który udostępniono 23 marca 2023 za pośrednictwem serwisu YouTube.

## Lista utworów
- Digital download[2]

1. „Taxi” – 3:00

## Notowania
| Kraj   | Lista (2023)             | Najwyższa pozycja |
| ------ | ------------------------ | ----------------- |
| Polska | Billboard Poland Songs   | 1                 |
| Polska | OLiS – single w streamie | 1                 |

| Kraj   | Lista (2023)                   | Najwyższa pozycja |
| ------ | ------------------------------ | ----------------- |
| Polska | OLiS – oficjalna lista airplay | 27                |

| Kraj   | Lista (2023)             | Pozycja |
| ------ | ------------------------ | ------- |
| Polska | OLiS – single w streamie | 1       |
| Polska | Lista (2024)             | Pozycja |
| Polska | OLiS – single w streamie | 23      |

## Certyfikaty
| Kraj          | Certyfikat          | Sprzedaż |
| ------------- | ------------------- | -------- |
| Polska (ZPAV) | 3× diamentowa płyta | 750 000+ |

## Wyróżnienia
| Rok  | Konkurs    | Kategoria                   | Rezultat   |
| ---- | ---------- | --------------------------- | ---------- |
| 2023 | Gorąca 100 | 100 największych hitów 2023 | 9. miejsce |